# Artziniega
Artziniega è un comune spagnolo  situato nella comunità autonoma dei Paesi Baschi.